# Абрамов Олександр Олексійович
Олекса́ндр Олексі́йович Абра́мов (21 березня 1904 — 17 грудня 1977) — радянський політичний і військовий діяч, учасник Другої світової війни, полковник.

## Біографія
Народився 21 березня 1904 року в Гороховці Владимирської губернії у сім'ї російського кравця.
З жовтня 1921 року — завідувач клубної секції Гороховецького повітового відділу Політичної освіти. З лютого 1922 року — в Гороховецькому повітовому комітеті РКСМ. З травня по жовтень 1922 року — співробітник при уповноваженому ОДПУ. З травня 1922 року по травень 1923 року — член бюро, а згодом відповідальний секретар Гороховецького повітового комітету РКСМ. З червня 1924 року — завідувач обліку, заступник завідувача Організаційно-інструкторського відділу Владимирського губернського комітету РКСМ. У червні 1924 року став членом РКП(б). З вересня 1925 року — відповідальний секретар Муромського повітового комітету РЛКСМ. З квітня 1926 року — помічник секретаря Владимирського губернського комітету ВКП(б).
З 15 жовтня 1926 року служив у РСЧА червоноармійцем і молодшим командиром окремої роти зв'язку 14-ї стрілецької дивізії у Владимирі до жовтня 1928 року.
З жовтня 1928 року — інспектор роботи з політичної освіти Вязниківського районного відділу народної освіти. З грудня 1929 року — заступник завідувача Агітаційно-пропагандистського відділу Вязниківського райкому ВКП(б) і інструктор Виконавчого комітету Вязниківської районної ради. З лютого 1930 року — відповідальний секретар районного виконавчого комітету та секретар партійної колегії фабрики «Паризька комуна». З квітня 1931 року — інструктор Виконавчого комітету Івановської Промислової обласної ради.
З вересня 1932 по вересень 1935 року навчався у Вищому сільськогосподарському комуністичному університеті імені Я. М. Свердлова. З вересня 1935 по 1937 рік — слухач історико-партійного відділення в Інституті Червоної професури.
З грудня 1937 року — відповідальний організатор Відділу керівних партійних органів ЦК ВКП(б).
З липня 1938 по вересень 1941 року — другий секретар Калінінського обласного комітету ВКП(б)..
Учасник Другої світової війни. З вересня 1941 по травень 1943 року — у званні полкового комісара був членом Військової ради Оперативної групи гвардійських мінометних частин (Північно-Західний, Волховський, Калінінський фронти). У жовтні 1942 року в Збройних силах СРСР запровадили єдиноначальність, а посаду військових комісарів було скасовано, тому в грудні 1942 року Абрамова переатестували на полковника. Отримав поранення і був направлений на лікування. З квітня по жовтень 1943 року перебував у шпиталях у місті Калінін і місті Мари Туркменської РСР. З жовтня 1943 по березень 1944 року — слухач Особливих курсів при Військовій академії ім. М. В. Фрунзе. З березня 1944 по листопад 1946 року — начальник Політуправління Приволзького військового округу. 
З листопада 1946 по січень 1950 року — заступник начальника Управління інформації Радянської військової адміністрації в Німеччині. З січня по квітень 1950 року — в резерві Головного політичного управління Військового міністерства СРСР. З квітня 1950 по квітень 1953 року — начальник політичного відділу Науково-дослідного інституту № 3 Академії артилерійських наук Військового міністерства СРСР. З квітня 1953 по липень 1956 року — начальник політичного відділу і заступник з політичної частини командувача спеціальних частин військ ППО.
З липня 1956 року — на пенсії. З березня 1968 року — персональний пенсіонер союзного значення в Москві.
Помер у Москві 17 грудня 1977 року. Похований на батьківщині, на Братському кладовищі в місті Гороховець.

## Військові звання
Полковий комісар — 1941;
Полковник — 1942.

## Нагороди
Орден Леніна (24.03.1942);
Орден Червоної Зірки (26.10.1955);
Медаль «За оборону Москви» (01.05.1944);
Медаль «За перемогу над Німеччиною у Великій Вітчизняній війні 1941—1945 рр.» (09.05.1945).